# Go Crazy!
Albums de 2PM
Genesis of 2PM
(2014) 2PM of 2PM
(2015)
Singles
1. Go Crazy!
Sortie : 10 septembre 2014

Go Crazy! est le quatrième album studio coréen (sept en tout) du boys band sud-coréen 2PM. Il est sorti le 15 septembre 2014 sous JYP Entertainment.

## Liste des titres
| Liste des titres de toutes les éditions | Liste des titres de toutes les éditions        | Liste des titres de toutes les éditions | Liste des titres de toutes les éditions                              | Liste des titres de toutes les éditions | Liste des titres de toutes les éditions | Liste des titres de toutes les éditions | Liste des titres de toutes les éditions | Liste des titres de toutes les éditions | Liste des titres de toutes les éditions |
| No                                      | Titre                                          | Auteur                                  | Producteur(s)                                                        | Durée                                   |                                         |                                         |                                         |                                         |                                         |
| --------------------------------------- | ---------------------------------------------- | --------------------------------------- | -------------------------------------------------------------------- | --------------------------------------- | --------------------------------------- | --------------------------------------- | --------------------------------------- | --------------------------------------- | --------------------------------------- |
| 1.                                      | Go Crazy! (미친거 아니야?; michingeo aniya?)   | Jun. K                                  | Jun. K, Danny Majic, Glen Choi (dj nure), Fingazz, Dustin Tavella    | 3:59                                    |                                         |                                         |                                         |                                         |                                         |
| 2.                                      | Like Tonight (오늘 같은 밤; oneul gat-eun bam) | Playful Children                        | Playful Children, Shin Mansoo                                        | 3:25                                    |                                         |                                         |                                         |                                         |                                         |
| 3.                                      | She's Ma Girl                                  | Ha Jungho                               | Ha Jungho                                                            | 3:08                                    |                                         |                                         |                                         |                                         |                                         |
| 4.                                      | Mine                                           | Chansung, Taecyeon a.k.a TY             | Ilanguaq "ilang" Lumholt, Lasse Lindorff, Thor Norgaard, Mads Moller | 4:15                                    |                                         |                                         |                                         |                                         |                                         |
| 5.                                      | Awesome!                                       | Laybacksound, Taecyeon a.k.a TY         | Laybacksound                                                         | 3:24                                    |                                         |                                         |                                         |                                         |                                         |
| 6.                                      | Rain Is Falling (비가와; bigawa)               | Glory Face, Taecyeon a.k.a TY           | Glory Face, Alto                                                     | 3:54                                    |                                         |                                         |                                         |                                         |                                         |
| 7.                                      | Boyfriend                                      | Chansung, Taecyeon a.k.a TY             | Chansung, Shim Eunji                                                 | 3:49                                    |                                         |                                         |                                         |                                         |                                         |
| 8.                                      | Pull&Pull                                      | Ragoon IM, Ryan IM, Taecyeon a.k.a TY   | Ragoon IM, Ryan IM                                                   | 3:13                                    |                                         |                                         |                                         |                                         |                                         |
| 9.                                      | Goodbye Trip (이별여행; ibyeol-yeohaeng)       | Jun. K                                  | Jun. K, Lel                                                          | 3:04                                    |                                         |                                         |                                         |                                         |                                         |
| 10.                                     | Beautiful (Kor ver.)                           | J.Y. Park "The Asiansoul"               | J.Y. Park "The Asiansoul"                                            | 3:56                                    |                                         |                                         |                                         |                                         |                                         |
| 11.                                     | I'm Your Man (Kor ver.)                        | J.Y. Park "The Asiansoul"               | J.Y. Park "The Asiansoul", Super Changddai                           | 3:10                                    |                                         |                                         |                                         |                                         |                                         |
| 39:17                                   |                                                |                                         |                                                                      |                                         |                                         |                                         |                                         |                                         |                                         |

| Bonus CD (Seulement Grand Edition) | Bonus CD (Seulement Grand Edition)                                                     | Bonus CD (Seulement Grand Edition) | Bonus CD (Seulement Grand Edition)                                | Bonus CD (Seulement Grand Edition) | Bonus CD (Seulement Grand Edition) | Bonus CD (Seulement Grand Edition) | Bonus CD (Seulement Grand Edition) | Bonus CD (Seulement Grand Edition) | Bonus CD (Seulement Grand Edition) |
| No                                 | Titre                                                                                  | Auteur                             | Producteur(s)                                                     | Durée                              |                                    |                                    |                                    |                                    |                                    |
| ---------------------------------- | -------------------------------------------------------------------------------------- | ---------------------------------- | ----------------------------------------------------------------- | ---------------------------------- | ---------------------------------- | ---------------------------------- | ---------------------------------- | ---------------------------------- | ---------------------------------- |
| 1.                                 | Superman (Duo de Jun. K + Wooyoung)                                                    | Jun. K, Wooyoung, Young Sky        | Jun. K, BOYTOY                                                    | 3:47                               |                                    |                                    |                                    |                                    |                                    |
| 2.                                 | Please Come Back (돌아와줘; dol-awajwo)(feat. Baek A-yeon)(Duo de Taecyeon + Chansung) | Taecyeon aka TY                    | Taecyeon a.k.a TY                                                 | 3:42                               |                                    |                                    |                                    |                                    |                                    |
| 3.                                 | Love is True (Duo de Junho + Nichkhun)                                                 | Junho, Nichkhun                    | Junho, Hong Jisang                                                | 4:04                               |                                    |                                    |                                    |                                    |                                    |
| 4.                                 | The Word, Love (사랑한단 말; salanghandan mal)(Duo de Taecyeon + Chansung)             | Chansung, Taecyeon a.k.a TY        | Chansung                                                          | 3:27                               |                                    |                                    |                                    |                                    |                                    |
| 5.                                 | Go Crazy! (BOYTOY Crazy Remix)                                                         | Jun. K                             | Jun. K, Danny Majic, Glen Choi (dj nure), Fingazz, Dustin Tavella | 4:11                               |                                    |                                    |                                    |                                    |                                    |
| 6.                                 | Go Crazy! (BOYTOY Vibe Remix)                                                          | Jun. K                             | Jun. K, Danny Majic, Glen Choi (dj nure), Fingazz, Dustin Tavella | 3:07                               |                                    |                                    |                                    |                                    |                                    |
| 7.                                 | Go Crazy! (djnure VS. Fingazz Remix)                                                   | Jun. K                             | Jun. K, Danny Majic, Glen Choi (dj nure), Fingazz, Dustin Tavella | 3:32                               |                                    |                                    |                                    |                                    |                                    |
| 25:50                              |                                                                                        |                                    |                                                                   |                                    |                                    |                                    |                                    |                                    |                                    |

## Classement

### Album
| Classement                           | Meilleure position |
| ------------------------------------ | ------------------ |
| South Korea Gaon Weekly album chart  | 3                  |
| South Korea Gaon Monthly album chart | 4                  |

### Ventes
| Classement          | Ventes         |
| ------------------- | -------------- |
| Gaon physical sales | Plus de 53 311 |

### Singles
GO CRAZY!
| Classement                   | Meilleure position |
| ---------------------------- | ------------------ |
| Gaon Singles chart           | 5                  |
| Gaon Social Chart            | 20                 |
| Gaon Streaming Singles chart | 20                 |
| Gaon Download Singles chart  | 5                  |
| Gaon BGM chart               | 5                  |
| Gaon Mobile Ringtone chart   | 32                 |

## Historique de sortie
| Pays         | Version        | Date              | Format                   | Label                       |
| ------------ | -------------- | ----------------- | ------------------------ | --------------------------- |
| Corée du Sud | Normal edition | 15 septembre 2014 | Téléchargement numérique | JYP Entertainment, KT Music |
| Corée du Sud | Normal edition | 16 septembre 2014 | CD                       | JYP Entertainment, KT Music |
| Corée du Sud | Grand edition  | 29 septembre 2014 | Téléchargement numérique | JYP Entertainment, KT Music |
| Corée du Sud | Grand edition  | 16 septembre 2014 | CD                       | JYP Entertainment, KT Music |